# Abisag
Abisag, ou Abishag (hb :אֲבִישַׁג ) est une jeune vierge originaire de Sunem, ville située au nord d'Yizréel et du mont Guilboa, sur le territoire d’Issachar (Jos 19:17-23). « Extrêmement belle », elle fut choisie par les serviteurs de David pour être la garde et la compagne du roi pendant ses derniers jours. — 1R 1:1-4.

## Réalité textuelle
David avait alors environ 70 ans (2S 5:4, 5). Il était tellement affaibli que son corps dégageait peu de chaleur. Abishag le servait durant le jour, égayant sans doute son atmosphère par la beauté et la fraîcheur de sa jeunesse et, la nuit, « elle se couchait sur le sein du roi » pour le réchauffer, mais « le roi n’eut pas de relations avec elle ». Cette pratique est connue sous le nom de sunamitisme. Cependant, l’attitude ultérieure de Salomon à son égard montre qu’Abishag était considérée comme ayant le statut de femme ou de concubine de David. Adonias, fils de Haggig, quatrième des fils de David, soutenu par Joab, aspira à la royauté après la mort de son père et voulut dans ce but épouser Abishag. Salomon le fit mettre à mort.